# Отрыв (фильм, 2007)
«Отрыв» — российский кинофильм, вышедший на экраны 13 сентября 2007 года. Режиссёрский дебют Александра Миндадзе.

## Сюжет
Где-то на юге России разбился пассажирский самолёт, летевший из Египта. Родственники погибших собрались в местном аэропорту, им обещают, что комиссия разберётся в причинах аварии. Среди собравшихся — Водитель, к которому присоединяется Пассажир (у него погибла жена). Они едут на место катастрофы, по дороге в машину садится Старик (у него погиб сын, помощник пилота). Походив по месту аварии, Водитель и Пассажир без Старика возвращаются в гостиницу и встречают членов комиссии. Те говорят, что чёрные ящики самолёта пока не найдены, и советуют поискать их. Они упоминают, что на самолёте летел важный чин, который обычно любит «порулить» в кабине пилотов. Водитель и Пассажир идут на место аварии, где местные жители подбирают вещи, оставшиеся после крушения. Вернувшись в гостиницу, Водитель и Пассажир узнают, что чёрные ящики были давно найдены, и после их расшифровки комиссия в спешном порядке уехала. В ресторане Водитель и Пассажир встречают Толстяка, у которого также погибла жена. Они едут домой к Пассажиру, по дороге высадив Толстяка. Пассажир смотрит домашнее видео, где снята его жена, и засыпает. Водитель берёт у него из кармана пачку денег и уходит.
Следуют сцены, в которых Водитель меняется одеждой с одним из пилотов экипажа (возможно, это экипаж разбившегося самолёта) и уже в форме пилота общается с экипажем и авиадиспетчером. У него роман с одной из стюардесс. Становится известно, что диспетчеров было двое, причём незадолго до крушения один из них (он оказывается мужем этой стюардессы) попросил другого пойти спать. В какой-то момент появляется Пассажир со своей женой и говорит, что та не погибла. В машину к Водителю снова садится Толстяк, который сообщает, что он задушил диспетчера-виновника. Выходя же из машины, он говорит, что это сам Водитель задушил диспетчера.
В последней сцене, происходящей зимой на провинциальном базаре, Водитель слышит голос Старика, находит его и обращается к нему «батя». Старику плохо, однако когда он приходит в себя, то отвечает Водителю «сынок».

## В ролях
- Виталий Кищенко — водитель
- Максим Битюков — пассажир
- Александр Робак — толстяк
- Владимир Шибанков — старик
- Клавдия Коршунова — Татьяна
- Владимир Гусев — Степаныч
- Александр Гришин — Правак
- Максим Лагашкин — Бортач
- Станислав Дужников — диспетчер
- Александр Усов — напарник
- Сергей Епишев — сотрудник авиакомпании
- Мария Матвеева — сотрудница авиакомпании
- Анна Капалева — секретарь комиссии
- Екатерина Юдина — жена пассажира
- Наталия Тройницкая — жена водителя
- Ирина Нахаева — Егоровна
- Алексей Шлямин — член комиссии
- Тимофей Трибунцев — член комиссии
- Владимир Виноградов — член комиссии
- Владимир Ушаков — член комиссии
- Марина Рокина — стюардесса
- Мария Ломова — стюардесса
- Ольга Нефёдова — стюардесса

## Съёмочная группа
- Автор сценария и режиссёр: Александр Миндадзе
- Оператор: Шандор Беркеши
- Художник: Александр Чертович

## Критика
Во время опроса киноэкспертов в конце 2007 года в качестве главного события фильм «Отрыв» назвали режиссёры Александр Велединский, Павел Костомаров, Александр Прошкин и режиссёр монтажа Иван Лебедев. Велединский отметил при этом, что «Отрыв» — это «глубокая, сверхэмоциональная картина. Смелый драматургический приём, когда намеренно пропускается фаза каждого события, а исследуется только реакция на него». По мнению Ивана Лебедева, фильм стал открытием года, потому что «содержит в себе нечто поразительно новое для сегодняшнего отечественного кино. Это по всем признакам дебют. Молодой, жёсткий и бескомпромиссный».

## Фестивали и премии
- 2007 — Премия «Белый Слон» Гильдии киноведов и кинокритиков России:
  - За лучший сценарий (Александр Миндадзе)
  - За лучший дебют в режиссуре (Александр Миндадзе)
  - Лучшая мужская роль второго плана (Александр Робак)